# Michel Mouïsse
Michel Pierre Marie Mouïsse (ur. 31 października 1939 w Mazamet) – francuski duchowny katolicki, biskup Périgueux w latach 2004-2014.

## Życiorys
Święcenia kapłańskie otrzymał 18 grudnia 1966 i został inkardynowany do archidiecezji Albi. Po święceniach został wikariuszem parafii św. Jacka w Castres, gdzie pracował przez 8 lat. W 1975 został diecezjalnym duszpasterzem młodzieży, zaś trzy lata później otrzymał nominację na ojca duchownego w Regionalnym Seminarium
Duchownym w Tuluzie i diecezjalnego duszpasterza rodzin. Od 1988 był proboszczem parafii katedralnej w Albi i
wikariuszem biskupim w regionie Tarn-Nord. 15 października 1999, po nagłej śmierci arcybiskupa Rogera Meindre, został wybrany tymczasowym administratorem archidiecezji.

### Episkopat
10 marca 2000 papież Jan Paweł II mianował go biskupem pomocniczym diecezji Grenoble, ze stolicą tytularną Lambaesis. Sakry biskupiej udzielił mu 7 maja 2000 ówczesny biskup Grenoble - Louis Dufaux.
5 marca 2004 został biskupem diecezji Périgueux. 18 czerwca 2014 papież Franciszek przyjął jego rezygnację z pełnionego urzędu, złożoną ze względu na wiek.